# تالاتا ووهیمنا
تالاتا ووهیمنا (به لاتین: Talata Vohimena) یک منطقهٔ مسکونی در ماداگاسکار است که در Manandriana District واقع شده‌است.
 تالاتا ووهیمنا  ۱۴٬۰۰۰ نفر جمعیت دارد و ۱٬۲۶۸ متر بالاتر از سطح دریا واقع شده‌است.